# Luoyanggia
Luoyanggia liudianensis
Genre
Espèce
Luoyanggia est un genre de dinosaures théropodes du Crétacé supérieur retrouvé dans le bassin de Ruyang, au Henan, en Chine. L'espèce-type, Luoyanggia liudianensis, a été décrite par Lü Junchang et son équipe en 2009.